# 薄扶林特別地區
薄扶林特別地區（劃定於1980年2月26日），是一個位於香港香港島西部薄扶林的薄扶林郊野公園內近扯旗山一帶的特別地區，佔地155公頃。該自然護理區是香港島上的唯一一個特別地區。